# Piazza della libertà (Bratislava)
Piazza della libertà (in slovacco Námestie slobody) è una piazza nel nord della Città Vecchia di Bratislava. È la piazza più grande di Bratislava, misura circa 200×200 metri (5 ettari).
Nel Medioevo sull'odierna piazza c'erano vigneti. La piazza fu probabilmente creata nel XVII secolo dopo la costruzione dell'attuale Palazzo estivo dell'arcivescovo sul lato ovest della piazza, che ora funge da edificio governativo. Successivamente qui è stata creata una zona erbosa con un filare di alberi; Da qui deriva l'antico nome tedesco Fürstenallee e la versione slovacca Firšnál.  Nell'Ottocento la piazza venne utilizzata come zona di addestramento militare; Nelle vicinanze furono costruite delle baracche. Durante questo periodo l'inventore slovacco Ján Bahýľ ha effettuato un volo con il suo elicottero autocostruito.

## Origine
Nel secondo dopoguerra la piazza e i suoi dintorni furono ricostruiti. Nel 1946 – 1951 sul lato nord fu costruito il Palazzo delle Poste, che oggi ospita il Ministero dei Trasporti della Repubblica Slovacca; Gli edifici dell'attuale Università tecnica slovacca furono costruiti sui lati sud ed est. Nel 1980 l'intera piazza fu trasformata in parco; al centro c'è una fontana chiamata Družba (Amicizia). Al centro della fontana si trova un fiore di tiglio in acciaio inossidabile con un diametro di 9 metri, simbolo slavo. In questo periodo fu realizzata anche una grande statua di Klement Gottwald; In onore di questo presidente cecoslovacco, dal 1950 al 1989 la piazza venne chiamata Gottwaldovo námestie (Piazza Gottwald). Dopo la rivoluzione di velluto del novembre 1989, la piazza prese il nome attuale e la statua fu rimossa, tuttavia, il nome “Gotko” rimane nel linguaggio colloquiale degli abitanti di Bratislava.